# شيمب-هيرث
شيمب-هيرث هي شركة تصنيع طائرات شراعية مقرها في كيرشهايم اونتر تك، ألمانيا.

## التاريخ
أسس مارتن شيمب شركته الخاصة في غوبينغن في عام 1935، بمساعدة وولف هيرث.
كان يطلق على الشركة في البداية اسم "Sportflugzeugbau Göppingen Martin Schempp". في عام 1938، أصبحت وولف هيرث، المسؤول الرئيسي عن أعمال التصميم، رسميًا شريكًا في الشركة، والتي أصبحت بعد ذلك "Sportflugzeugbau Schempp-Hirth". انتقلت الشركة إلى كيرشهايم اونتر تك في نفس العام.
خلال الحرب العالمية الثانية، قامت الشركة ببناء الطائرات الشراعية التدريبية DFS Habicht، بالإضافة إلى تجميعات ذيل الطائرة لمسرشميت بي اف 109.
بعد الحرب، منع الحلفاء بناء الطائرات، قامت الشركة بتصنيع أسرة، وعربات يدوية، وخزائن راديو، وأثاث آخر. في عام 1951، تم رفع الحظر وعادت الشركة إلى مبنى الطائرة الشراعية.
توفي وولف هيرث في عام 1959 ولكن لم يكن حتى عام 1964 أن مارتن شيمب وجد مصممًا جديدًا: كلاوس هوليغهاوس الذي تخرج للتو من جامعة دارمشتات التقنية، حيث كان عضوًا في Akaflieg. كان Holighaus أيضًا طيارًا ممتازًا وأصبح عضوًا منتظمًا في فريق الطيران الشراعي الألماني.
تم توظيف خبرة فنية إضافية في عام 1970 وأصبح هوليجهاوس رئيسًا تنفيذيًا في عام 1972. من عام 1977 كان Holighaus هو المالك الوحيد للشركة.

## أنتجت الطائرات
تشمل طائرات Schempp-Hirth ما يلي: